# 79286 Hexiantu
79286 Hexiantu è un asteroide della fascia principale. Scoperto nel 1995, presenta un'orbita caratterizzata da un semiasse maggiore pari a 2,3223625 au e da un'eccentricità di 0,1724777, inclinata di 7,99955° rispetto all'eclittica.